# The Ethiopians
A The Ethiopians egy jamaicai reggae, rocksteady és ska zenét játszó vokális együttes. Alapító tagjai Leonard Dillon, Stephen Taylor és Aston Morris voltak, akik Clement 'Coxsone' Dodd stúdiójában készítették az első felvételt 1966-ban. Leonard Dillon már korábban kiadott néhány dalt Jack Sparrow néven. 1966 vége felé Aston Morris kilépett a zenekarból.

## Lemezek

### Nagylemezek
- 1969 – Reggae Power
- 1977 – Slave Call
- 1979 – Everything Crash
- 1986 – Dread Prophecy (közreműködik: The Gladiators)
- 1994 – Owner Fe De Yard

### Válogatások
Zárójelben a kiadás éve
- 1967-75 – No Baptism (The Ethiopians & The Tribe) (1991)
- 196X-7X – Reggae Hit The Town (1999)
- 1968-73 – Sir J.J. And Friends (The Ethiopians & Various Artists) (1993)
- 1966-72 – The Original Reggae Hit Sound (1986)
- 196X-7X – The World Goes Ska (1992)
- 1966-75 – Train To Skaville (2001)
- 1968-73 – Woman Capture Man (1994)